# Annechien Steenhuizen
Annechien Steenhuizen (Amersfoort, 12 mei 1977) is een Nederlands journaliste, verslaggeefster en presentatrice. Van 2013 tot 2024 was ze een van de twee vaste presentatoren van het achtuurjournaal van de NOS.

## Biografie
Annechien Steenhuizen is op 12 mei 1977 te Amersfoort geboren in een gezin met twee oudere broers. Ze groeide op in Scherpenzeel en vanaf haar tiende woonde ze in Doorn, waar ze haar middelbareschoolopleiding volgde aan het Revius Lyceum. Ze volgde van 1995 tot 1999 de School voor Journalistiek in Utrecht.

## Loopbaan
Na haar opleiding Journalistiek begon Steenhuizen bij RTL Nieuws. Ze werkte ruim drie jaar op de redactie van 5 in het Land en RTL Nieuwsmagazine, de voorloper van Editie NL.
In juni 2002 begon ze bij Radio M Utrecht als verslaggeefster. Niet lang daarna mocht Steenhuizen ook televisiewerkzaamheden gaan doen. Zo presenteerde ze sinds oktober 2003 een paar keer per maand het programma Bureau Hengeveld, het opsporingsprogramma van Regio TV Utrecht. In april 2005 presenteerde ze het nieuwsmagazine U Vandaag samen met Conny Kraaijeveld, Hilde Kuiper en later ook met Evelien de Bruijn. Ze bleef hiernaast live-radioverslaggeving doen en was de vaste invalpresentator van het radioprogramma Aan Tafel.
Vanaf 1 maart 2008 werkte Steenhuizen een jaar lang mee aan het VARA-programma De Wereld Draait Door als een van de Jakhalzen.

### NOS Journaal
In maart 2009 werd ze een van de vaste presentatoren van het NOS Journaal op 3, later NOS op 3, en op 29 september 2009 presenteerde ze voor het eerst het NOS Journaal van 22.00 uur.
Sinds 1 november 2011 is Steenhuizen een van de vaste presentatoren bij het NOS Journaal. Ze presenteerde voornamelijk dagjournaals en was invaller van het zesuurjournaal, Nieuwsuur en het late journaal. Daarnaast presenteerde ze om 19.00 uur een extra journaal over de verkiezing van paus Franciscus.
Op 13 mei 2013 volgde zij Sacha de Boer op bij het achtuurjournaal. Steenhuizen presenteert tijdens de oneven weeknummers en Rob Trip tijdens de even weeknummers.
Sinds september 2024 is Steenhuizen 'wegens familieomstandigheden' niet meer op televisie te zien geweest. Omwille van haar privacy worden verder geen mededelingen gedaan omtrent haar lange afwezigheid.

### Carrièreoverzicht
| Jaar      | Programma                                                                      | Functie                                        |
| --------- | ------------------------------------------------------------------------------ | ---------------------------------------------- |
| 1999-2002 | RTL Nieuws                                                                     | redactrice                                     |
| 2002-2008 | U Vandaag                                                                      | radioverslaggeefster en televisiepresentatrice |
| 2008      | De Wereld Draait Door                                                          | Jakhals                                        |
| 2009-2011 | NOS Journaal op 3 NOS op 3                                                     | presentatrice                                  |
| 2011-2013 | NOS Journaal (dagjournaals en inval 18.00 uur, Nieuwsuur en het late journaal) | presentatrice                                  |
| 2013-2024 | NOS Journaal (20.00 uur)                                                       | presentatrice                                  |
| 2019-2024 | Project Rembrandt                                                              | presentatrice                                  |

## Privé
Steenhuizen heeft een relatie en twee kinderen.